# Paroruza albipunctata
Paroruza albipunctata là một loài bướm đêm trong họ Noctuidae.